# Lineacoelotes funiushanensis
Lineacoelotes funiushanensis là một loài nhện trong họ Agelenidae.
Loài này thuộc chi Lineacoelotes. Lineacoelotes funiushanensis được miêu tả năm 1991 bởi Hu, Jia-Fu Wang & Jia-Fu Wang.